# Arjen Lubach

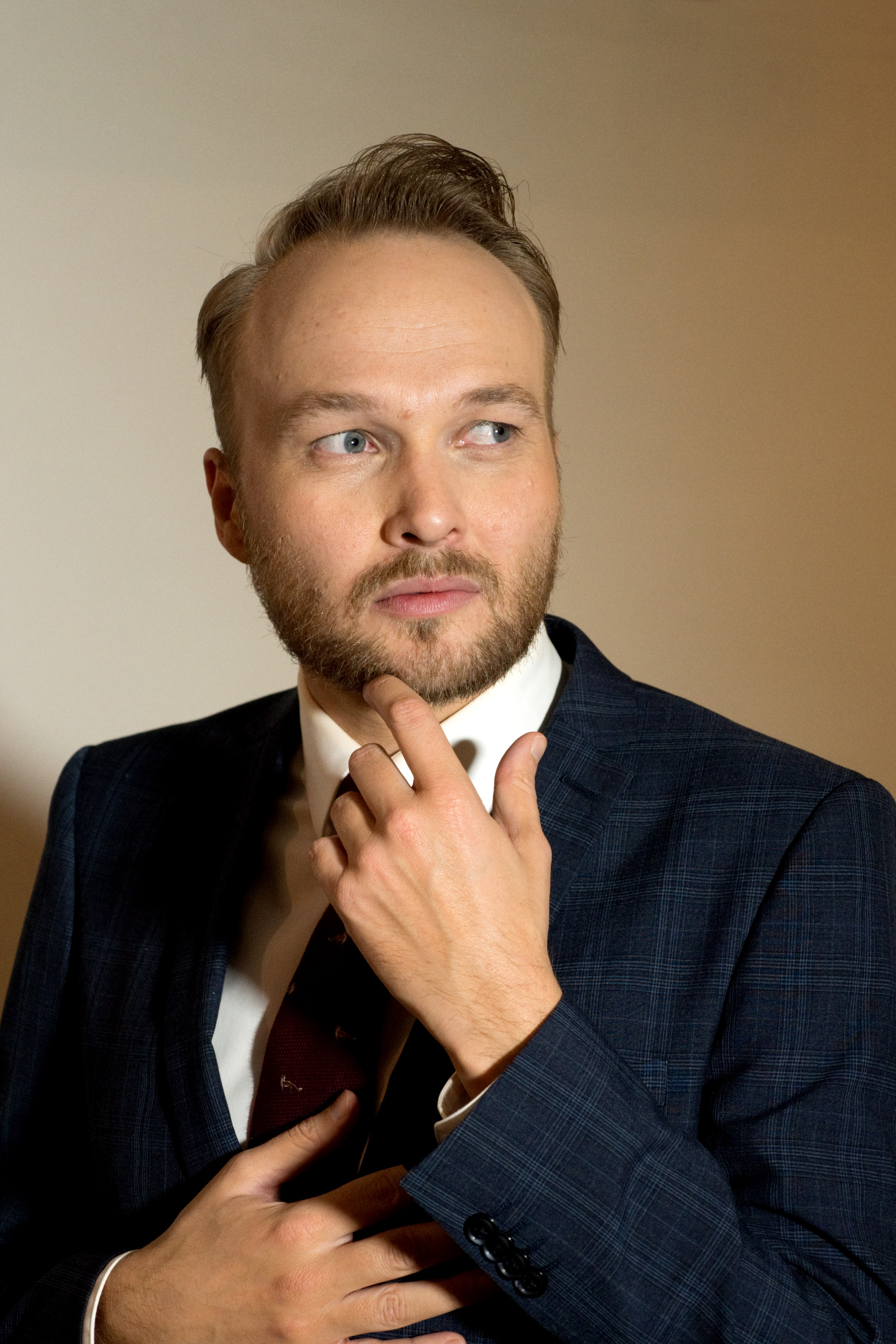
Arjen Lubach (2016)

Arjen Henrik Lubach (* 22. Oktober 1979 in Groningen) ist ein niederländischer Komiker, Schriftsteller, Fernsehmoderator und Musikproduzent. Er wurde durch seine Fernsehsendung Zondag met Lubach (Sonntag mit Lubach) bekannt.

## Leben
Lubach wuchs in Lutjegast in der Nähe von Groningen auf. Seine Eltern waren Juristen und sein Vater Professor an der Reichsuniversität Groningen. Als Lubach 11 Jahre alt war, wurde bei seiner Mutter Brustkrebs diagnostiziert, woran sie ein Jahr später starb. Lubach erlangte als Musiker unter einem Pseudonym einige nationale Erfolge in den Niederlanden.
Von 2014 bis 2021 moderierte er seine satirische Fernsehshow Zondag met Lubach, in der er aktuelle Themen aufgreift. Im Jahr 2017 wurde diese Sendung mit dem Gouden Televizier-Ring ausgezeichnet, der als bedeutendster niederländischer Fernsehpreis gilt.
2017 erlangte Lubachs Sendung internationale Aufmerksamkeit mit dem viralen Video „America First – The Netherlands Second“, welches den Videowettbewerb Every Second Counts verschiedener Comedyshows nach sich zog. In dem Video stellt Lubach die Niederlande dem damals neugewählten US-amerikanischen Präsidenten Donald Trump vor.
Die Nachfolgesendung De Avondshow met Arjen Lubach wurde montags bis donnerstags ab 22:10 Uhr ausgestrahlt, die erste Staffel lief vom 21. Februar bis zum 6. Mai 2022, die zweite Staffel vom 5. September bis zum 3. November 2022, die dritte Staffel vom 23. Februar bis zum 30. März 2023. Die vierte startete am 4. September 2023.
Am 7. März 2024 veröffentlichte Lubach im Rahmen seiner Sendung das Lied Verder naar Rechts/Weiter nach Rechts, das er gemeinsam mit Jan Böhmermann aufgenommen hatte. Das Lied stellt die satirische Frage, ob die Niederlande oder Deutschland politisch weiter nach rechts gerückt seien.
Am 30. März 2024 kündigte Lubach an, den Fernsehsender VPRO zum Jahresende zu verlassen. Daher war die 6 Staffel, die bis zum 31. Oktober 2024 ausgestrahlt wurde, die letzte Staffel von De Avondshow met Arjen Lubach.
Im November 2024 kündigte Lubach auf Instagram an, dass er ab 2025 eine Nachrichtensatiresendung beim niederländischen Fernsehsender RTL moderieren wird.